# Вегенер, Оскар Эмильевич
Оскар Эмильевич Вегенер (21 января [2 февраля] 1851, Дерпт, Лифляндская губерния — не ранее 1920, Ленинград) — русский архитектор. В основном известен своими работами в Крыму.

## Биография
Представитель немецко-балтского рода.
Жил, учился и начинал работать в Санкт-Петербурге. Ученик архитектора Максимилиана Месмахера.
В 1893 году прибыл в Ялту для участия в строительстве Массандровского дворца, руководил строительством после отъезда Месмахера из России
Вместе с архитектором Николаем Красновым был одним из учредителей Ялтинского технического общества.
Жил в собственном доме в Ялте на улице Симферопольской (ныне — Свердлова, 32)
По некоторым сведениям после установления советской власти остался в Советской России, жил в Ленинграде, был репрессирован по делу «Промпартии». По тем же данным в декабре 1930 года был осуждён на 10 лет ИТЛ и вскоре погиб в заключении.

## Известные работы
- Дача Стамболи (1914, Феодосия)  Объект культурного наследия народов РФ федерального значения. Рег. № 911510363680006 (ЕГРОКН)
- бывшая гостиница «Метрополь» (1902, Ялта)[4]
- Храм Архангела Михаила в Алупке (1903—1908),  Объект культурного наследия народов РФ регионального значения. Рег. № 911711012160005 (ЕГРОКН)
- Дворец Мордвиновых  Объект культурного наследия народов РФ регионального значения. Рег. № 911711022030005 (ЕГРОКН)
- Уч-Чам (1900)  Объект культурного наследия народов РФ регионального значения. Рег. № 911711022060005 (ЕГРОКН)
- Дворец Кокоревых в Мухалатке (1909, не сохранился)
- Собственный дом в Ялте[5]
- особняк Ю. А. Нечаева (1902)

## Галерея

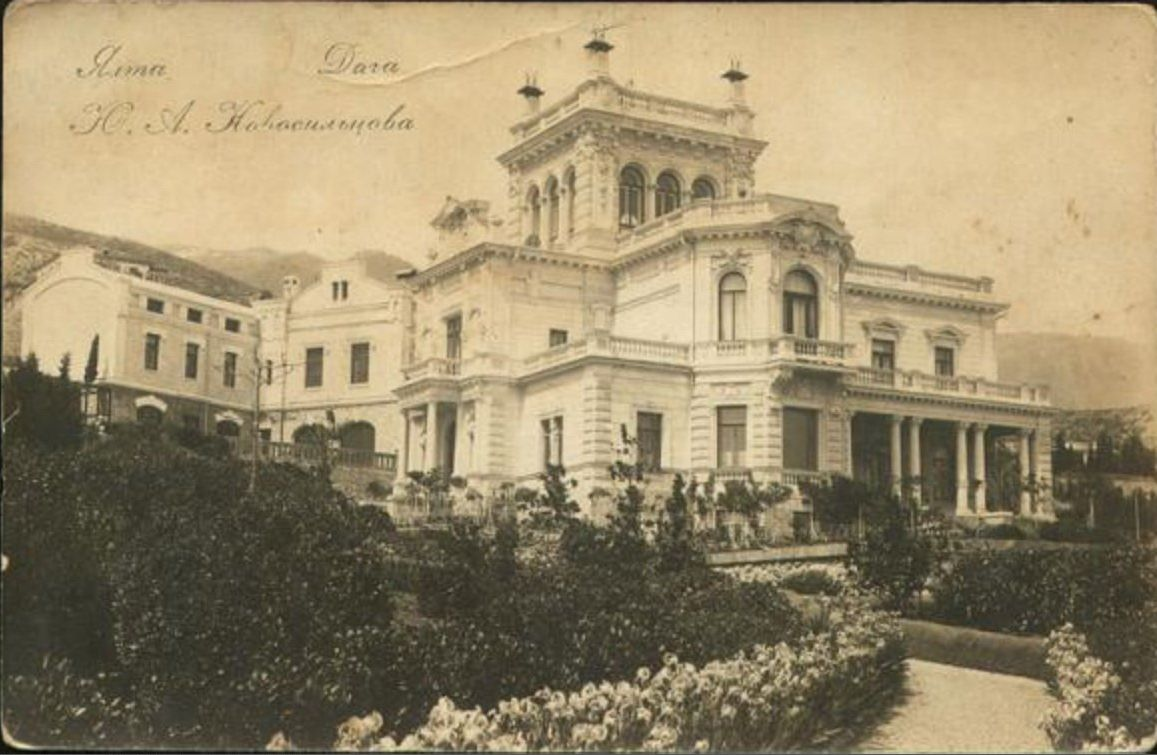
Дача Ю. А. Новосильцова
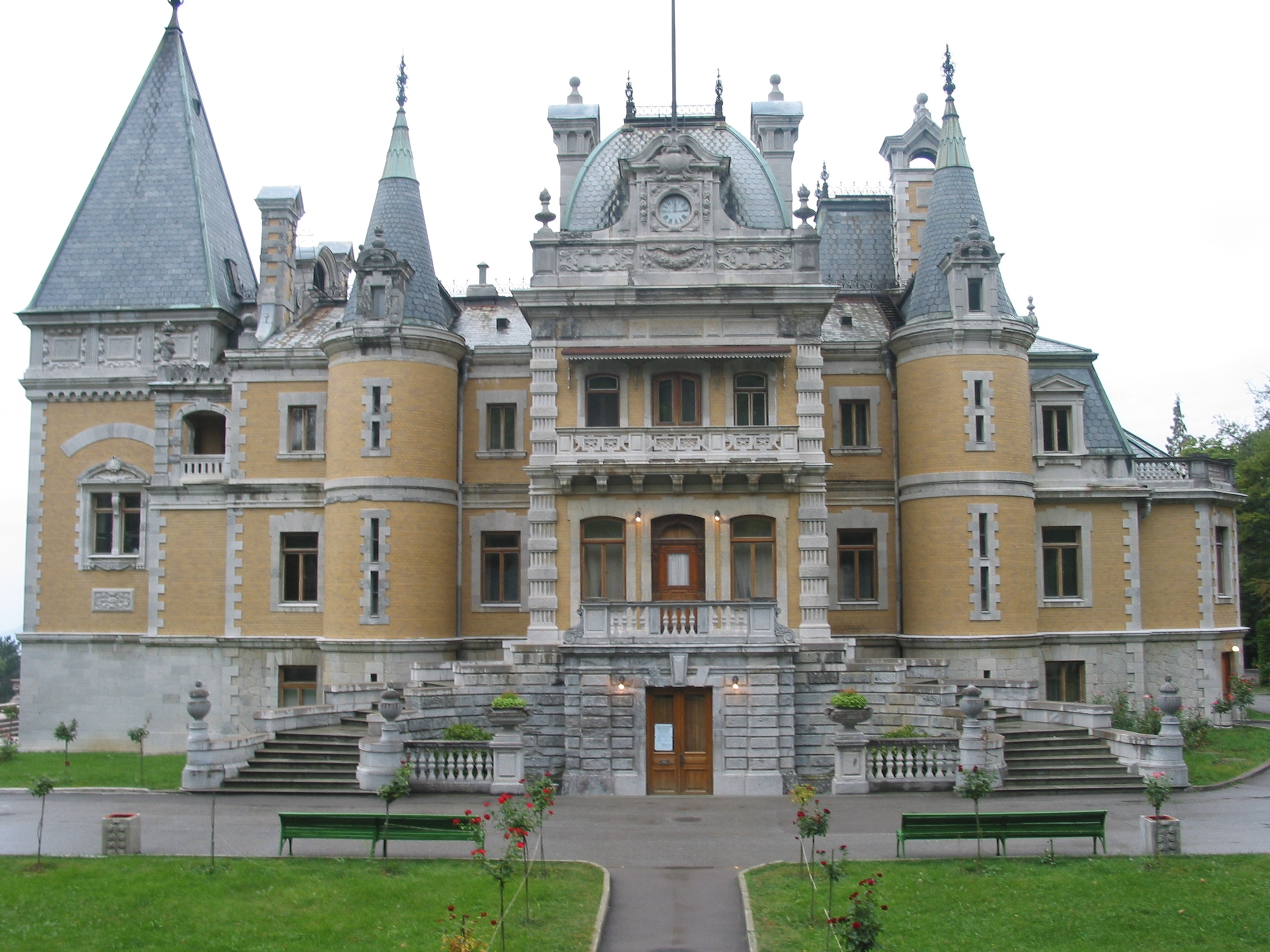
Массандровский дворец
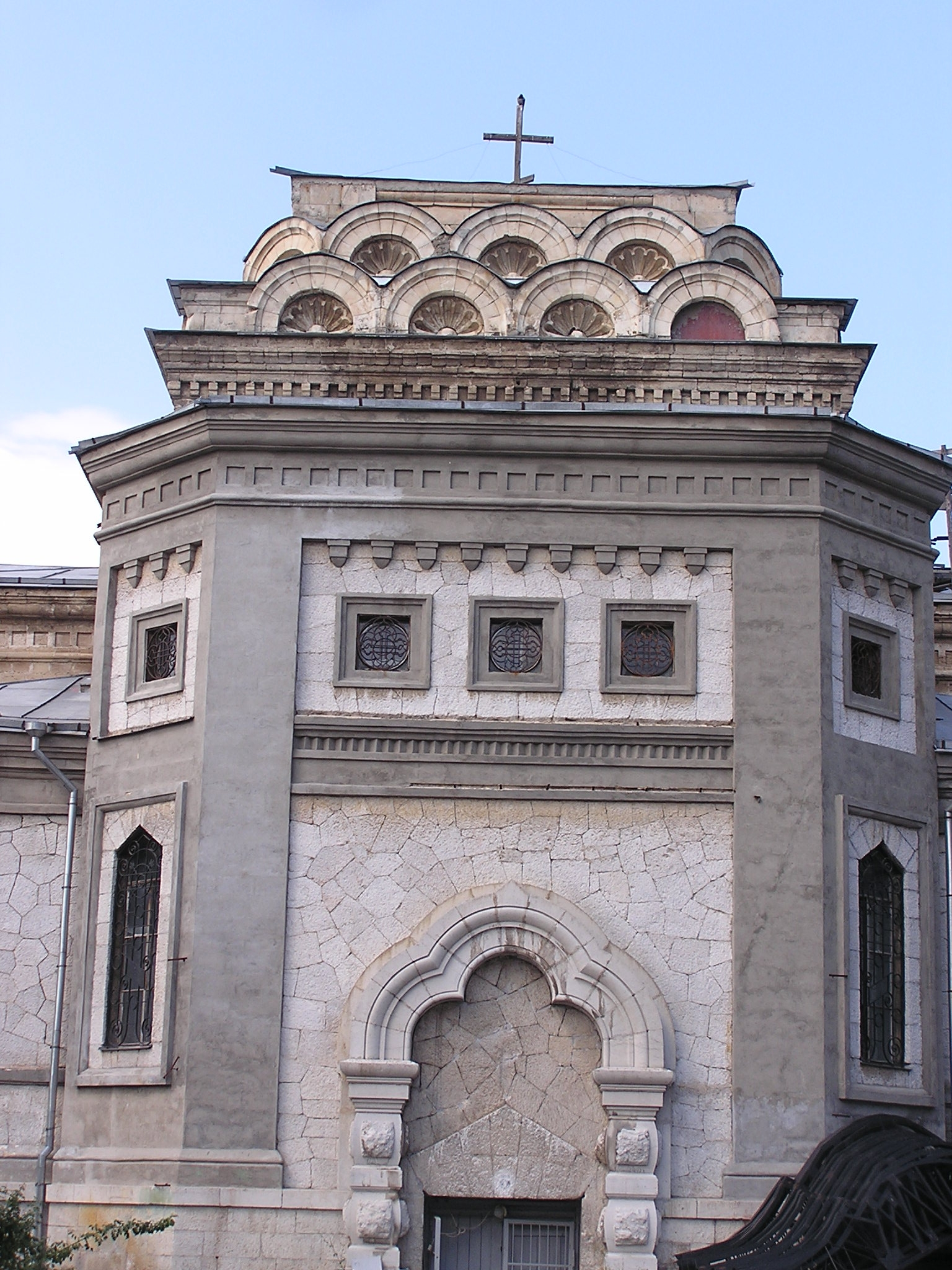
Храм в Алупке
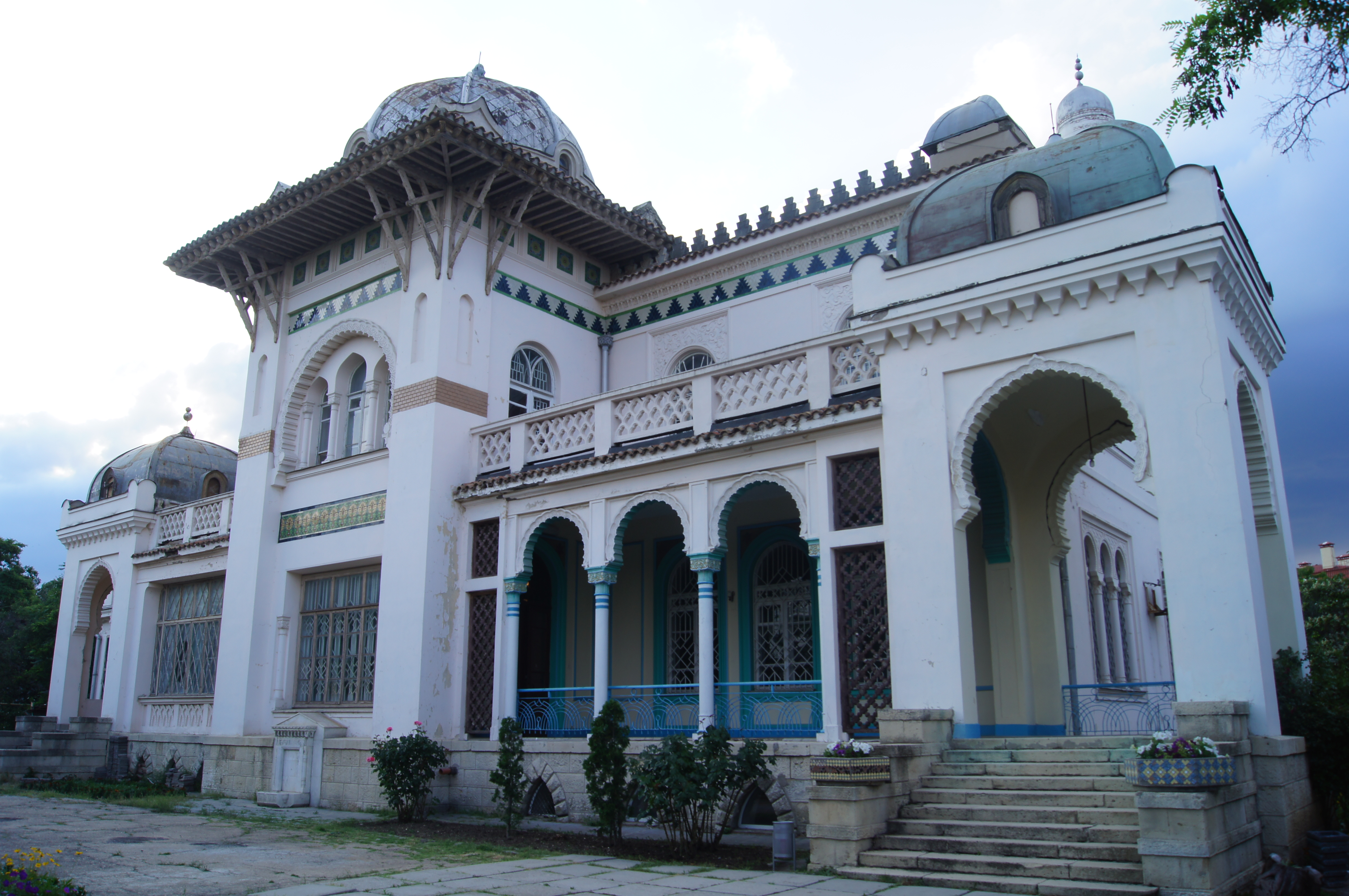
дача Стамболи